# Vozokany (Galanta)
Vozokany (bis 1927 slowakisch „Vezekény“; ungarisch Pozsonyvezekény – bis 1907 Vezekény) ist eine Gemeinde in der Westslowakei. Er liegt im Donautiefland an der Verbindungsstraße zwischen Galanta und Dunajská Streda am Flusslauf der Čierna voda („Schwarzwasser“).
Die erste urkundliche Erwähnung fällt in das Jahr 1297. Im Jahr 1300 wurde der Ort als Besitz des Dominik, einem Sohn aus dem Geschlecht der Bartolomejaner, aufgezählt.
Zu Beginn des 15. Jahrhunderts gehörte Vozokany zur Herrschaft der Burg Šintava, im 16. Jahrhundert gehörte sie Mitgliedern der Adelsfamilien Rozgonyi, Kanizsai und der Thurzos. Ab 1636 war sie dann im Besitz der Familie Esterházy.
Der Ort ist hauptsächlich von der Landwirtschaft geprägt, es wird aber auch Fischfang und Jagd betrieben. Es gibt im Ort eine Kirche von 1718, diese brannte 1923 bei einem Feuer ab.
Bis 1918 gehörte Vozokany im Komitat Pressburg zum Königreich Ungarn und kam dann zur neu entstandenen Tschechoslowakei. Durch den Ersten Wiener Schiedsspruch kam der Ort von 1938 bis 1945 kurzzeitig wieder zu Ungarn und ist seit 1993 ein Teil der heutigen Slowakei.
Der Name des Ortes leitet sich vom türkischen Wort bazäkän, was so viel wie „kleine Zierde“ bedeutet, ab.

## Bevölkerung
| Jahr                | 1994 | 2004    | 2014    | 2024    |
| ------------------- | ---- | ------- | ------- | ------- |
| Anzahl der Personen | 1107 | 1103    | 1186    | 1089    |
| Unterschied         |      | −0,36 % | +7,52 % | −8,17 % |

| Jahr                | 2023 | 2024    |
| ------------------- | ---- | ------- |
| Anzahl der Personen | 1092 | 1089    |
| Unterschied         |      | −0,27 % |